# Trunko
Trunko es el apodo para un animal o globster que fue avistado en Margate, Sudáfrica, el 25 de octubre de 1924, según el artículo titulado "Un pez como un oso polar" que se publicó el 27 de diciembre de 1924, en la edición del Daily Mail de Londres. El animal fue supuestamente visto por primera vez en la costa batallando con dos orcas, las cuales lucharon con la inusual criatura por tres horas. Esta utilizó su cola para atacar a las ballenas y, según se dice, saltó fuera del agua a una altura de unos 20 pies. Uno de los testigos, Hugh Ballance, la describió como un "oso polar gigante".

## Descripción
La criatura encalló en una playa de Margate (Sudáfrica), pero aunque permaneció allí durante 10 días, ningún científico investigó el cadáver mientras se hallaba varado, por lo que no llegó a publicarse ninguna descripción fiable, y hasta septiembre de 2010 se asumió que no se había publicado ninguna fotografía. Algunas personas que nunca han sido identificadas informaron haberla descrito teniendo un pelaje blanco como la nieve, una trompa parecida a la de un elefante, una cola como la de una langosta, y un cadáver carente de sangre.
Mientras estaba encallado, el animal fue medido por los bañistas y resultó medir 14 m de largo, 3 m de ancho, y 1.5 m de alto, y su trompa 1.5 m de largo, 36 cm de ancho, la cola midió 3 m, y el pelaje 20 cm de largo. La trompa se conectaba directamente con el torso del animal, pues no había cabeza visible en el cadáver. Debido a esta característica, el animal fue bautizado como "Trunko" por el criptozoólogo británico Karl Shuker en su libro de 1996  Lo inexplicado. El 27 de marzo de 1925, la edición del Charleroi Mailde Charleroi, Pensilvania, publicó un artículo titulado "Ballenas asesinadas por el monstruo peludo" informando que las ballenas fueron asesinadas por una criatura extraña que, agotada, encalló en una playa y acabó inconsciente, pero luego encontró su camino de vuelta al océano: pasados 10 días se fue nadando para nunca más ser vista.

## Explicaciones
Muchas sugerencias han sido hechas para explicar este fenómeno, la más común siendo la de que Trunko era el cadáver de una ballena grande, un tiburón peregrino, o un tiburón ballena, que la putrefacción lo hizo parecer peludo y que las orcas se estaban alimentando del cadáver. También se ha sugerido que Trunko fue un avistamiento de una especie nueva de ballena grande, o una especie desconocida de pinnipedia, o sirenia. Una de las explicaciones más escépticas es que se trataba de un elefante marino del sur albino. Ha sido generalmente considerado  un críptido, en el campo de la criptozoología.
El 6 de septiembre de 2010 Karl Shuker anunció que una fotografía hasta la fecha desconocida de Trunko había sido descubierta por el criptozoologo alemán Markus Hemmler en el sitio web del Margate Business Association, y Shuker se dio cuenta gracias a esta foto de que Trunko no había sido más que un globster; es decir, un enorme saco de piel y blubber conteniendo colágeno que es a veces desechado cuando una ballena muere y su cráneo y el esqueleto se han separado de la piel y hundido en el fondo de mar. La foto había sido tomada por el fotógrafo de Johannesburgo A. C. Jones, quien había ido a ver los restos de Trunko mientras estaban varados en la playa. Tres días después, Shuker reveló que él y Hemmler habían descubierto independientemente otras dos fotos de Trunko tomadas por Jones que habían sido publicadas en agosto de 1925 en la revista Wide World Magazine. Esos acercamientos mostraron un clásico globster, confirmando la identificación de Trunko hecha por Shuker, y revelaron claramente que su 'piel' blanca era tejido conectivo expuesto. El que las dos ballenas lanzaran la masa al aire es una práctica común que hizo creer a los testigos que estaba viva. El aspecto más sorprendente de esta revelación quizás sea que dos fotos del cadáver de Trunko habían sido publicadas en una revista popular en 1925, lo que aun así fue totalmente ignorado por la comunidad zoológica y criptozoológica durante los siguientes 85 años.
En marzo de 2011, una cuarta fotografía de Trunko fue descubierta por Bianca Baldi en los archivos del Museo de Margate en Sudáfrica.